# Carlos José de Oliveira e Sousa
Carlos José de Oliveira e Sousa (Curitiba, 2 de agosto de 1830 — 29 de junho de 1907) foi um político brasileiro.

## Biografia
Filho do cap. Manuel Joaquim de Souza e d. Carlota Angélica de Oliveira Franco e Souza.
Em Campo Largo, exerceu atividades comerciais. Residiu na Rondinha, onde possuía engenho de erva-mate. 
Transferiu-se para o distrito de São João do Triunfo, continuando com a indústria ervateira e também exercendo a função de sub-delegado de polícia. Foi um dos fundadores da comarca e seu primeiro prefeito.
Era coronel da Guarda Nacional (Brasil).
Eleito deputado estadual para o biênio 1895-96, assumiu a presidência da casa, por ser o mais idoso, passando o cargo após as eleições ao presidente eleito, Pe. Alberto Gonçalves.
No sábado, 29 de junho de 1907, aos 76 anos e 10 meses, faleceu, na capital paranaense o cel. Carlos José de Oliveira e Souza.